# Luisa González

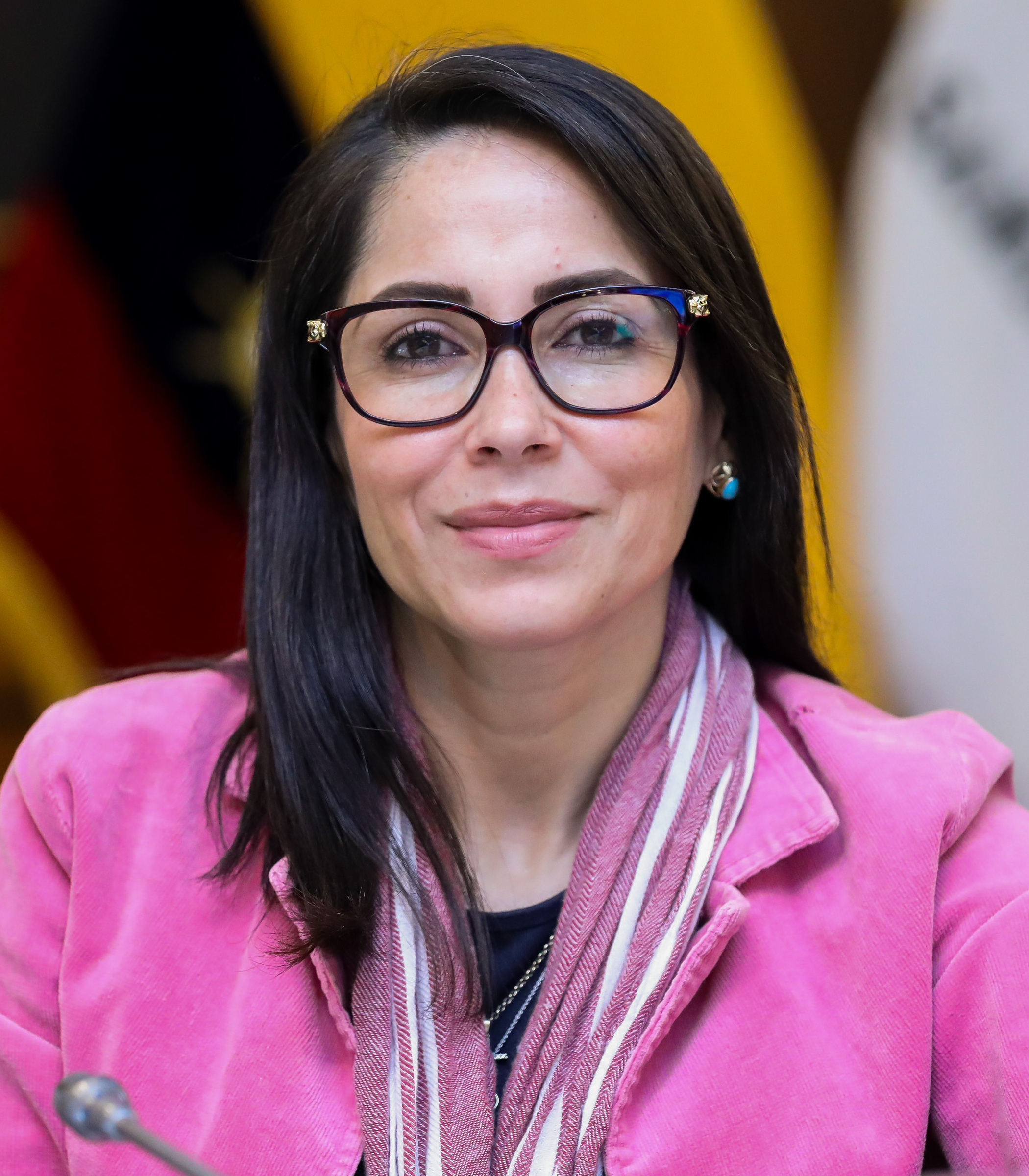
Luisa González (2022)

Luisa Magdalena González Alcivar (* 22. November 1977 in Quito, Ecuador) ist eine ecuadorianische Politikerin und Rechtsanwältin. Bei den Parlamentswahlen 2021 wurde sie als Vertreterin der Provinz Manabi in die Nationalversammlung gewählt.
González war von 2007 bis 2017 in verschiedenen Positionen in der Regierung von Rafael Correa tätig. Bevor sie in die Politik ging, arbeitete sie als ecuadorianische Generalanwältin in Spanien und war von Januar bis Mai 2017 kurzzeitig Sekretärin für öffentliche Verwaltung in der Regierung Rafael Correa. In der Regierung Correa war sie außerdem in verschiedenen Positionen im Tourismusministerium tätig.
González war Kandidatin in der Präsidentschaftswahl 2023, unterlag jedoch in der Stichwahl Daniel Noboa.

## Frühes Leben
González wurde in Quito, Provinz Pichincha, geboren. Sie wuchs im Kanton Chone in der Provinz Manabí auf. Sie studierte Jura an der Internationalen Universität von Ecuador und erwarb ihren Master-Abschluss am Institut für höhere nationale Studien in Ecuador. González erwarb außerdem einen Master-Abschluss in Wirtschaftswissenschaften an der Complutense-Universität Madrid in Spanien.
González war 2005 wissenschaftliche Mitarbeiterin an der Internationalen Universität von Ecuador. Von 2007 bis 2017 war sie in verschiedenen Positionen in der Regierung von Rafael Correa tätig.

## Politische Karriere
Im Jahr 2007 kandidierte sie für die rechtsgerichtete Christlich-Soziale Partei (PSC) für den Nationalkongress als Vertreterin der Provinz Pichincha. Im Jahr 2008 arbeitete sie als Beraterin für das Sekretariat für Kommunikation und Information in Ecuador, und im selben Jahr wurde sie Generalkoordinatorin für Humanressourcen, institutionelle Entwicklung und Ausbildung bei der Obersten Aufsichtsbehörde für Unternehmen.
Im Jahr 2010 übernahm sie die Rolle der Generalkoordinatorin für die Strategische Agenda des Präsidenten. Im Jahr 2011 wurde sie dann zur Vizekonsulin Ecuadors in Madrid ernannt. Im Jahr 2014 wurde González zur Vizeministerin für Tourismusmanagement im Ministerium für Tourismus befördert. Im Jahr 2015 wurde sie zur Unterstaatssekretärin für die Präsidialagenda und später zur Generalsekretärin des Präsidialamtes ernannt. Im selben Jahr übernahm González auch das Amt des Generalkonsuls von Ecuador in Madrid.

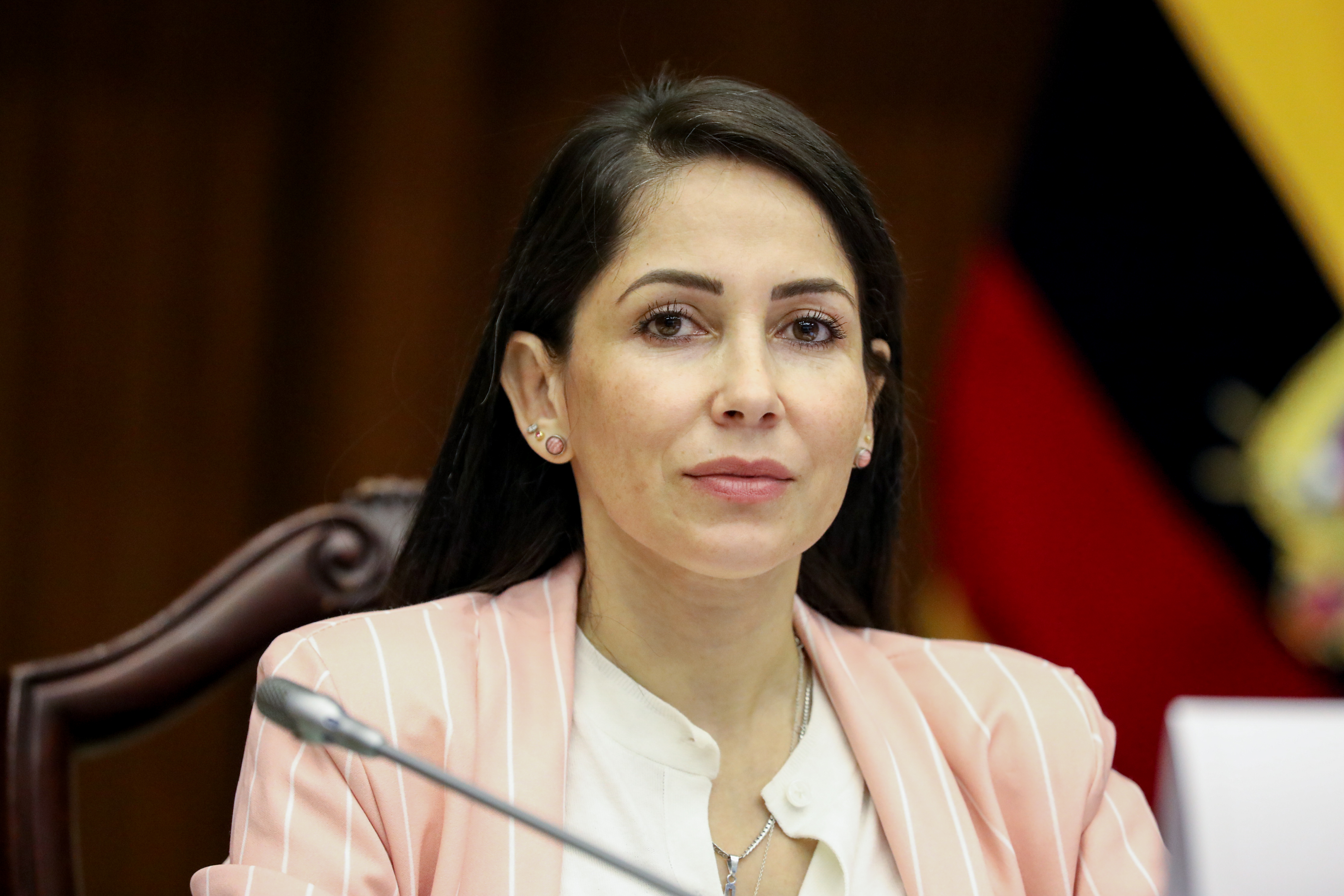
González im Mai 2022

Im Jahr 2016 übernahm sie die Funktion der stellvertretenden Generalsekretärin für öffentliche Verwaltung. Im Jahr 2017 hatte sie verschiedene Positionen inne, wie z. B. Beraterin im Unternehmen Correos del Ecuador, Nationale Sekretärin für öffentliche Verwaltung, zuständige Arbeitsministerin, Generalsekretärin der Unternehmensaufsichtsbehörde in Quito und Generalkonsulin von Ecuador in Alicante.
Im Jahr 2018 wurde sie zur nationalen Sekretärin des Andenparlaments und 2019 zur parlamentarischen Beraterin ernannt.

### Nationalversammlung (2021–2023)
González wurde bei den Parlamentswahlen 2021 als Abgeordnete der Provinz Manabí im ersten Wahlbezirk für das Bündnis Union für die Hoffnung in die Nationalversammlung gewählt. Im Februar 2022 nahm sie während einer Debatte in der Nationalversammlung über die Entkriminalisierung der Abtreibung in Fällen von Vergewaltigung eine kontroverse Position zugunsten des Lebens ein und lehnte Abtreibung als Recht ab. González wandte sich auch gegen das Gesetz über Menstruationsgesundheit und -hygiene, das unter anderem die kostenlose Verteilung von Menstruationsbinden vorsieht. Am 17. Mai 2023, als Präsident Guillermo Lasso die Nationalversammlung durch das Dekret muerte cruzada auflöste, endete die Amtszeit von González als Abgeordnete.

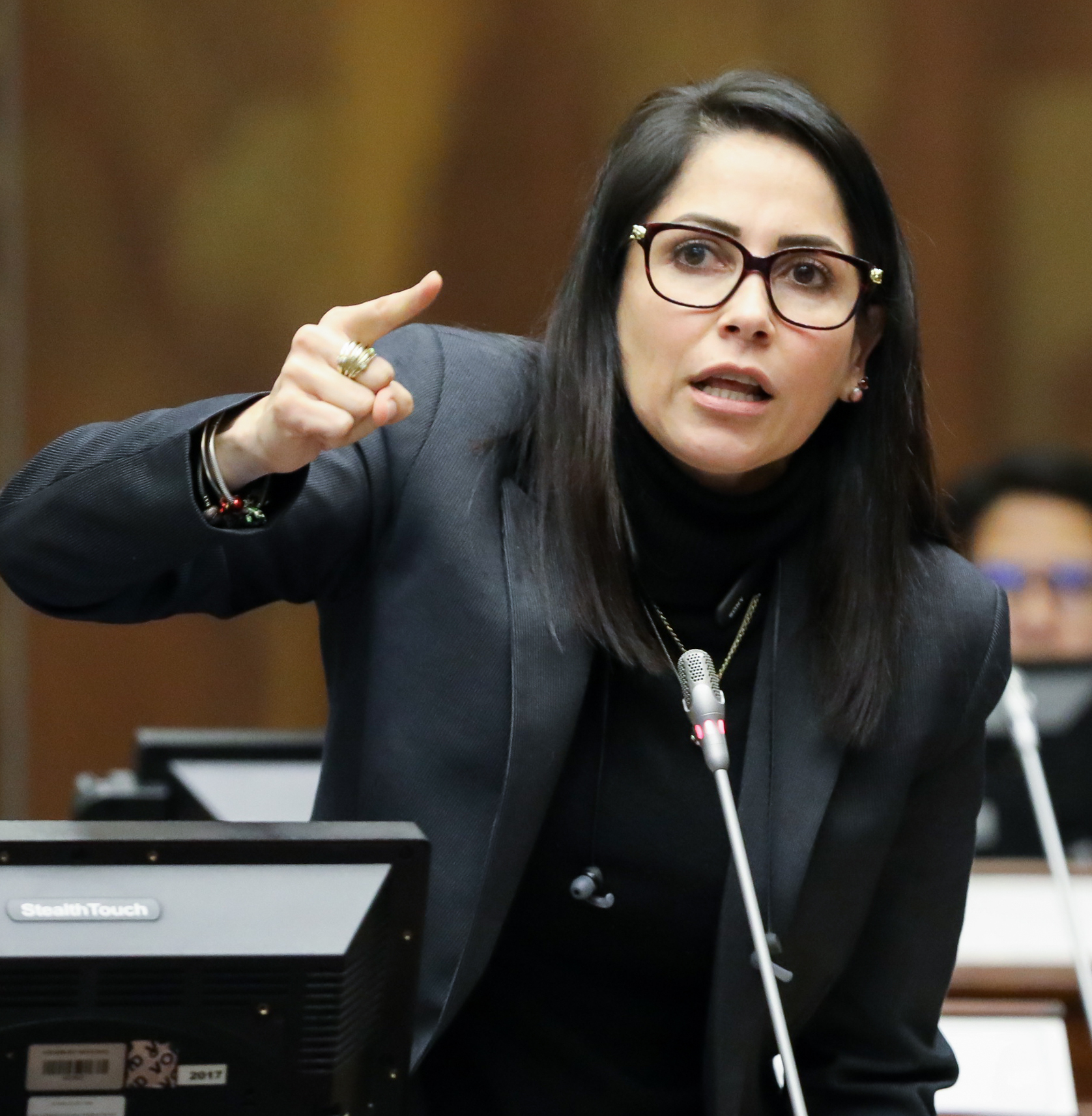
González im März 2023

#### Vorwürfe wegen Steueroasen
Vor der Ankündigung ihrer Präsidentschaftskampagne im Jahr 2023 ergab eine Sonderprüfung, dass González zu den Abgeordneten gehörte, die mit Privatflugzeugen in verschiedene Länder reisten, die als Steuerparadiese gelten, wie die Vereinigten Arabischen Emirate, Luxemburg, Panama, Kap Verde, Belize, Barbados und Trinidad und Tobago.
Das Büro des Rechnungsprüfers befand, dass sie für die unregelmäßige Nutzung des Präsidentenflugzeugs für Reisen in Steuerparadiese mit insgesamt 880.473 Dollar haftbar ist.

### Präsidentschaftswahlkampf 2023
Am 10. Juni 2023 wurde González zur Präsidentschaftskandidatin der Bewegung der Bürgerrevolution für die Parlamentswahlen 2023 ernannt, nachdem der ehemalige Vizepräsident Jorge Glas die Nominierung abgelehnt hatte.
Der Präsidentschaftskandidat von 2021, Andrés Arauz, wurde als ihr Kandidat für das Amt des Vizepräsidenten nominiert.
Sollte González zur Präsidentin gewählt werden, wäre sie die erste gewählte Präsidentin in der Geschichte des Landes.
Am 13. Juni, als González zusammen mit ihren Anhängern und der Vorsitzenden der Bewegung Bürgerrevolution, Marcela Aguiñaga, ihre Präsidentschaftskandidatur beim Nationalen Wahlrat anmelden wollte, wurden sie von der Nationalpolizei mit Pfefferspray und Tränengas angegriffen. González wurde in einem medizinischen Zentrum in Quito behandelt, nachdem sie durch das Pfefferspray eine Augenreizung erlitten hatte. Die Nationalpolizei gab an, wegen des feindseligen Verhaltens von González’ Anhängern chemische Mittel zum Schutz der Sicherheit und der öffentlichen Ordnung eingesetzt zu haben. González konnte ihre Kandidatur am Ende des Tages registrieren lassen.

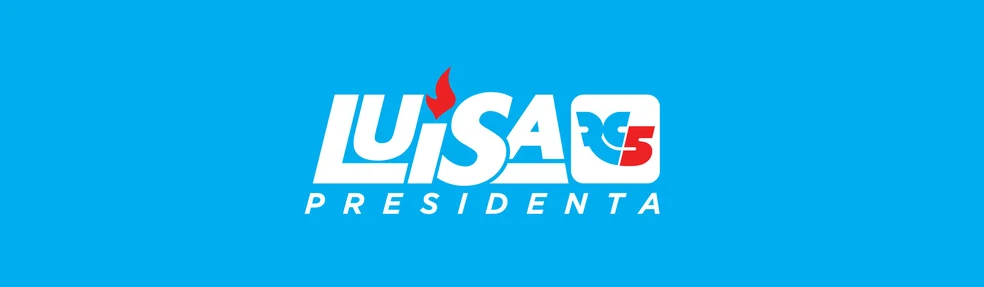
Das Logo der González-Kampagne 2023

Am 16. Juni lehnte der Nationale Wahlrat (CNE) die Kandidatur von González ab, weil die Partei die entsprechenden Unterlagen nicht vorgelegt hatte. Der CNE setzte González eine Frist von 48 Stunden, um die Angelegenheit zu korrigieren, damit sie an den Wahlen teilnehmen konnte. Am nächsten Tag erklärte die Bürgerrevolutionsbewegung jedoch, dass die fehlende Anforderung korrigiert werde, und am 20. Juni wurde die Registrierung akzeptiert.
Während ihres Wahlkampfes hatte González versprochen, den ehemaligen Präsidenten Rafael Correa zu einer zentralen Figur in ihrer Regierung zu machen, etwa als „Hauptberater“. Sie sagte, sie würde die Vereinigten Staaten genauso behandeln wie andere Länder. Sie betonte auch, dass die Vereinigten Staaten die „Selbstbestimmung“ des Landes respektieren sollten. Eine am 9. Juli durchgeführte Umfrage sah González mit fast 34 % als Spitzenreiter und den ehemaligen Vizepräsidenten Otto Sonnenholzner mit 17,5 % auf dem zweiten Platz. Zwei Umfragen, die am 9. August, dem Tag der Ermordung von Fernando Villavicencio, durchgeführt wurden, sahen González mit 35,4 % und 24 % an erster Stelle und Villavicencio mit 18,4 % und 12,5 % an zweiter Stelle. Am 12. August lag sie in einer Umfrage mit 24,9 % knapp vor dem rechtsgerichteten Geschäftsmann Jan Topić (21,7 %) auf dem ersten Platz.
Die erste Wahlrunde fand am 20. August 2023 statt.
Den ersten Wahlgang zur Präsidentschaft konnte Luisa Gonzáles mit etwa zehn Prozentpunkten Vorsprung vor Daniel Noboa gewinnen.
Bei der Stichwahl am 15. Oktober 2023 unterlag sie gegen Daniel Noboa.